# トルクメニスタンの銀行の一覧
トルクメニスタンの銀行の一覧

## 中央銀行
- トルクメニスタン中央銀行（英語版） - トルクメニスタンの国立銀行。すべての紙幣はこの銀行で取り扱われている。通称、メルケジ・バンキー(Merkezi Banky)

## 商業銀行
- 農業銀行 (Daykhanbank (Agricultural Bank))
- カラクム銀行 (Garagum Bank JSCB)
- Garashsyzlyk bank JSCB
- 投資銀行 (Investbank)
- プレジデント銀行 (Presidentbank)
- ロシスキー・クレジット (Rossysky Kredit)
- 貯蓄銀行 (Sberbank Bank (Savings Bank))
- Senagat bank JSCB
- トルクメンバシ銀行 (Turkmenbashibank)
- トルクメニスタン銀行 (Turkmenistanbank)
- トルクメン=ロシア信託銀行 (Turkmen-Russian Kreditbank JB)
- トルクメン=トルコ銀行 (Turkmen-Turkish Bank JB)
- Turkmenvnesheconombank